# Cinzia TH Torrini
Pour les articles homonymes, voir Torrini.
Cinzia TH Torrini (née le 5 septembre 1954 à Florence) est une réalisatrice italienne. Son vrai nom est Cinzia Torrini. Le « TH » est un sigle choisi par l'artiste à l'âge de 12 ans, dont la signification n'a jamais été révélée.

## Filmographie

### Cinéma
- 1982 : Giocare d'azzardo (it)
- 1986 : Hôtel Colonial (Hotel Colonial)

### Télévision
- L'ombra della sera (1993) ;
- Morte di una strega (1995) ;
- Iqbal - Non à l'esclavage des enfants (1998) ;
- Ombre (1999) ;
- Piccolo mondo antico (2000) ;
- Elisa di Rivombrosa (2003-2005 : deux saisons) ;
- Don Gnocchi - L'angelo dei bimbi (2004) ;
- Donna detective (2007) ;
- Tutta la verità (2009) ;
- Terra ribelle (2010) ;
- La Chartreuse de Parme (La Certosa di Parma) (2012)
- Anna e Yusuf (2015)

## Sources
- (it) Cet article est partiellement ou en totalité issu de l’article de Wikipédia en italien intitulé « Cinzia TH Torrini » (voir la liste des auteurs).